# ستاره بشریت
ستاره بشریت ماهواره‌ای منفعل و بازتابنده بود که برای تولید درخشش نوسانی قابل مشاهده طراحی شده بود. این ماهواره در 21 ژانویه 2018 توسط موشک الکترون به مدار زمین پرتاب شد و در 22 مارس 2018 وارد جو شد . واکنش ستاره شناسان به ستاره بشریت عمدتاً منفی بود زیرا در مشاهدات آنها تداخل ایجاد می‌کرد.